# Бутягин, Александр Михайлович
Алекса́ндр Миха́йлович Бутягин (род. 12 октября 1971, Ленинград) — российский историк и археолог.

## Биография
Родился 12 октября 1971 года в Ленинграде. Отец — Бутягин Михаил Ростиславович, мать — Сергиенко Елизавета Львовна.
С 1978 по 1988 годы учился в школе № 67 с углублённым изучением испанского языка. В 1985 году вступил в археологический кружок Ленинградского дворца пионеров, а в 1988 году поступил на кафедру археологии дневного отделения исторического факультета ЛГУ, которую закончил в 1993 году с отличием, защитив дипломную работу по теме «Строительные комплексы архаического Мирмекия».
С 1993 года преподаёт в Школьном центре Государственного Эрмитажа. С 1 февраля 1993 года начал работать в Отделе Античного мира Государственного Эрмитажа лаборантом, а с 1994 года — научным сотрудником. С 2005 года работает заведующим сектором античной археологии Северного Причерноморья. Ответственный секретарь Археологической комиссии и член Учёного совета Государственного Эрмитажа. Член комиссии по мультимедийной деятельности. Член Международного совета музеев. Хранитель коллекции археологических находок из малых городов Боспора (Мирмекия, Илурата, Тиритаки, Порфмия) и курганов Керченского полуострова античного времени.
Ассистент кафедры археологии Санкт-Петербургского государственного университета. Ведёт курсы античной археологии, а также семинар и курсы по актуальным проблемам современной античной археологии. На кафедре истории искусств читал курсы по истории искусства Древнего Востока и античному искусству.
Преподавал на кафедре истории искусства Высшей религиозно-философской школы курсы по истории античного и древневосточного искусства, основам археологии, музееведению.
В 2010 году выпустил книгу стихов «Захоронение невостребованного праха».

## Научная деятельность
Областью научных интересов являются Боспор в период архаики и классики, военное дело Северного Причерноморья, проблемы изучения искусства древних обществ силами искусствоведения и археологии. Автор более 150 научных работ. В разное время участвовал в многочисленных российских и зарубежных научных конференциях.
С 1999 года Бутягин руководит работами Мирмекийской археологической экспедиции, исследующей античное городище Мирмекий на территории современной Керчи. В течение работы экспедиции были открыты постройки архаической и классической, эллинистической эпохи и римского времени, был исследован некрополь, датированный XIII—XIV веками. Был найден в 2002 году клад из 723 бронзовых монет Пантикапея III в. до н. э., а в 2003 году — клад из 99 электровых монет Кизика. В 2006 году в Эрмитаже была организована выставка «Мирмекий», на которой были выставлены некоторые находки на городище. К выставке вышел каталог «Мирмекий в свете последних археологических исследований», где в совместной статье с д.и.н. Ю. А. Виноградовым подробно рассказано об археологии Мирмекия. В 2009 году организовал выставку «Тайна золотой маски». С 2010 года руководит экспедицией на раскопках вилл Стабий близ Неаполя.

### Сочинения

#### Книги
- Алексинский Д. П., Жуков К. А., Бутягин А. М., Коровкин Д. С. Всадники войны. Кавалерия Европы. — М. СПб.: Полигон: АСТ, 2005. — 488 с. — 5100 экз. — ISBN 5-17-027891-8, ISBN 5-89173-277-7. — соавтор книги, античный раздел написан им.

#### Статьи
- Бутягин А. М. Хранители и грабители (вопросы взаимоотношений) // Портал «Археология России», 27.11.2005